# Sybra persimilis
Sybra persimilis là một loài bọ cánh cứng trong họ Cerambycidae.